# Державні кошти
Державні кошти — це кошти, що належать державі; ширше — публічні кошти.
В Україні державними коштами офіційно вважаються кошти:
- Державного бюджету України,
- бюджету Автономної Республіки Крим та місцевих бюджетів,
- Національного банку України,
- державних цільових фондів,
- Пенсійного фонду України,
- загальнообов'язкового державного соціального страхування,
- загальнообов'язкового державного соціального страхування на випадок безробіття,
- загальнообов'язкового державного соціального страхування у зв'язку з тимчасовою втратою працездатності та витратами, зумовленими народженням та похованням,
- передбачені Законом України «Про загальнообов'язкове державне соціальне страхування від нещасного випадку на виробництві та професійного захворювання, які спричинили втрату працездатності»
- установ чи організацій, утворених у встановленому порядку органами державної влади, органами влади Автономної Республіки Крим, місцевими державними адміністраціями чи органами місцевого самоврядування,
- державних та місцевих фондів,
- державного оборонного замовлення,
- державного замовлення для задоволення пріоритетних державних потреб,
- державного матеріального резерву,
- Аграрного фонду,
- Фонду соціального захисту інвалідів,
- які надаються замовникам під гарантії Кабінету Міністрів України, Ради міністрів Автономної Республіки Крим та органів місцевого самоврядування за кредитами, позиками, які надаються іноземними державами, банками, міжнародними фінансовими організаціями або на умовах співфінансування разом з іноземними державами, банками, міжнародними фінансовими організаціями;

## Нормативні акти
Пункт 4 частини першої статті 1 Закону України 1 червня 2010 року № 2289-VI «Про здійснення державних закупівель» із змінами, внесеними згідно із Законом N 3681-VI (3681-17) від 08.07.2011}.